# Jehošafat Harkabi
Jehošafat Harkabi (hebrejsky: יהושפט הרכבי, žil 21. září 1921, Haifa – 26. srpna 1994, Jeruzalém) byl v letech 1955 až 1959 náčelníkem izraelské vojenské zpravodajské služby Aman. Je znám díky svému přerodu od nekompromisního zastánce tvrdé linie vůči palestinským Arabům až po zastánce palestinského států a uznání Organizace pro osvobození Palestiny (OOP) jako partnera pro jednání. V roce 1959 byl sesazen z postu velitele vojenské rozvědky pro vyhlášení falešné mobilizace, která nebyla konzultována s nadřízenými a vedla ke zvýšení napětí. Po ukončení vojenské kariéry byl hostujícím profesorem na Princeton University a taktéž hostoval na Brookings Institute. Zastával funkci ředitele Institutu Leonarda Davise pro mezinárodní vztahy a blízkovýchodní studia při Hebrejské univerzitě v Jeruzalémě.
Kromě vojenské a akademické oblasti se rovněž věnoval psaní knih. Ve své knize Israel's Fateful Hour (doslova „Osudová hodina Izraele“) se popisuje jako „machiavellistická holubice“ hledající „politiku, na jejímž základě bude moci Izrael dosáhnout nejlepšího řešení konfliktu na Blízkém východě.“
V roce 1993 mu byla udělena Izraelská cena za přínos v oblasti politologie.
Zemřel v Jeruzalémě, kde je pohřben na národním hřbitově na Herzlově hoře.

## Dílo
- Arab Attitudes to Israel. [s.l.]: Transaction Publishers, 1974. Dostupné online. ISBN 0-85303-157-6.
- Palestinians and Israel. [s.l.]: Transaction Publishers, 1975. Dostupné online. ISBN 0-87855-172-7.
- Arab Strategies and Israel's Response. [s.l.]: Free Press, 1977. ISBN 0-02-913760-8.
- Three Concepts of Arab Strategy. [s.l.]: Anti-Defamation League of B'nai B'rith, 1978.
- Palestinian Covenant and Its Meaning. [s.l.]: Frank Cass Publishers, 1979. ISBN 0-85303-206-8.
- The Palestinian National Covenant (1968): An Israeli Commentary. [s.l.]: [s.n.], 1981.
- The Bar Kokhba Syndrome: Risk and Realism in International Relations. New York: Rossel Books, 1982. Dostupné online. ISBN 0-940646-01-3.
- LAQUER, T. W.; RUBINS, B. The Israel-Arab Reader: A Documentary History of the Middle East Conflict. New York: Penguin Books, 1985. ISBN 0-87196-873-8. Kapitola Al Fatah's Doctrine. Autor kapitoly.
- Israel's Fateful Decisions. [s.l.]: I.B. Tauris, 1988. Dostupné online. ISBN 1-85043-094-2.
- Israel's Fateful Hour. [s.l.]: HarperCollins, 1989. Dostupné online. ISBN 0-06-091613-3.
- The Arab-Israeli Conflict on the Threshold of Negotiations. [s.l.]: Center of International Studies, Princeton University, 1992. ISBN 9992409533.